# Planegger Straße 130

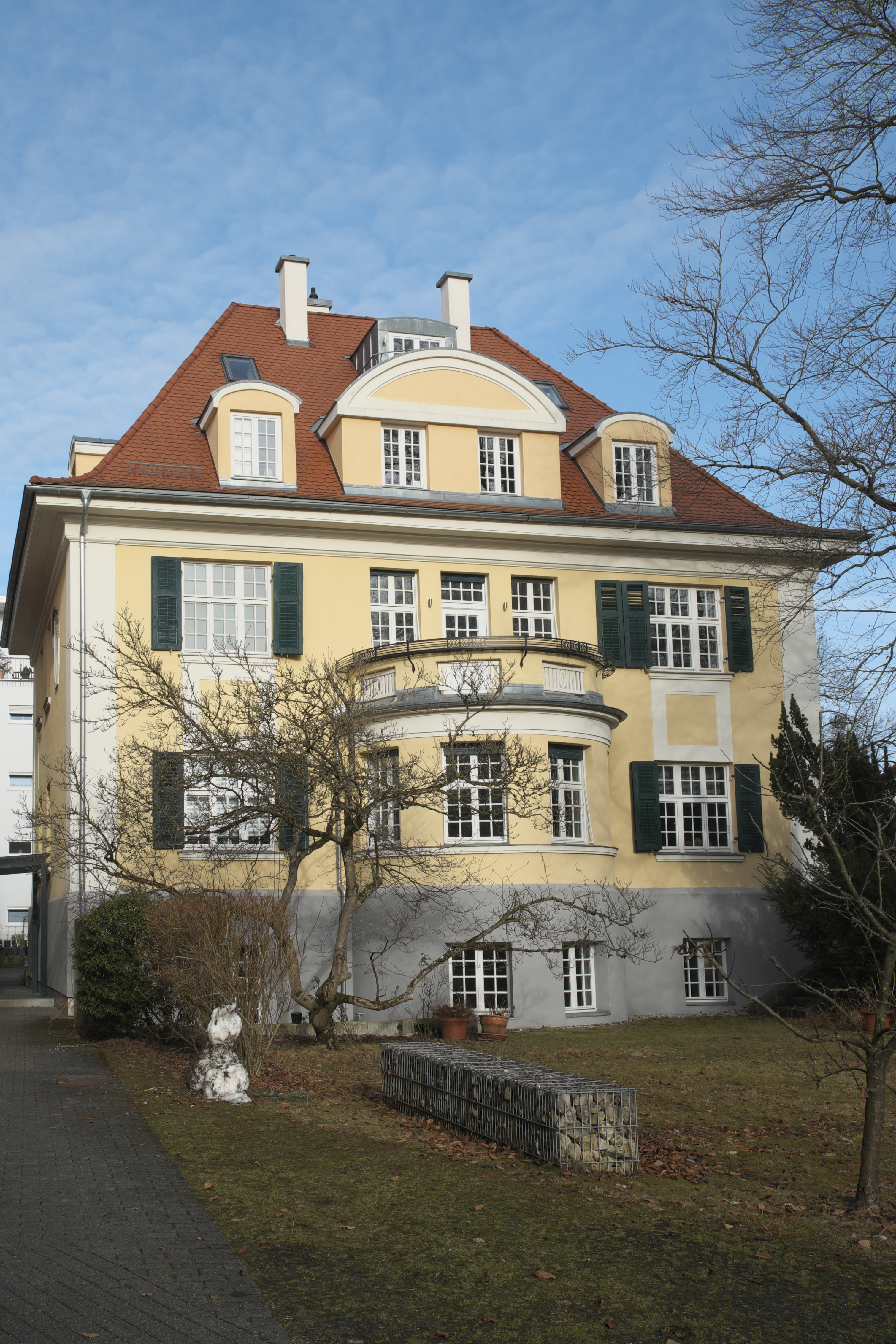
Villa Planegger Straße 130 im Stadtteil Pasing von München

Das Gebäude Planegger Straße 130 im Stadtteil Pasing der bayerischen Landeshauptstadt München wurde 1920 errichtet. Die Villa an der Planegger Straße ist ein geschütztes Baudenkmal.
Der zweigeschossige Walmdachbau mit Erdgeschosserker und Ecklisenen wurde von den Gebrüdern Ott im Stil des Neoklassizismus errichtet. An der Rückseite wurde mit geringem Abstand ein langes Mietshaus errichtet.